# 霧島市立日当山中学校

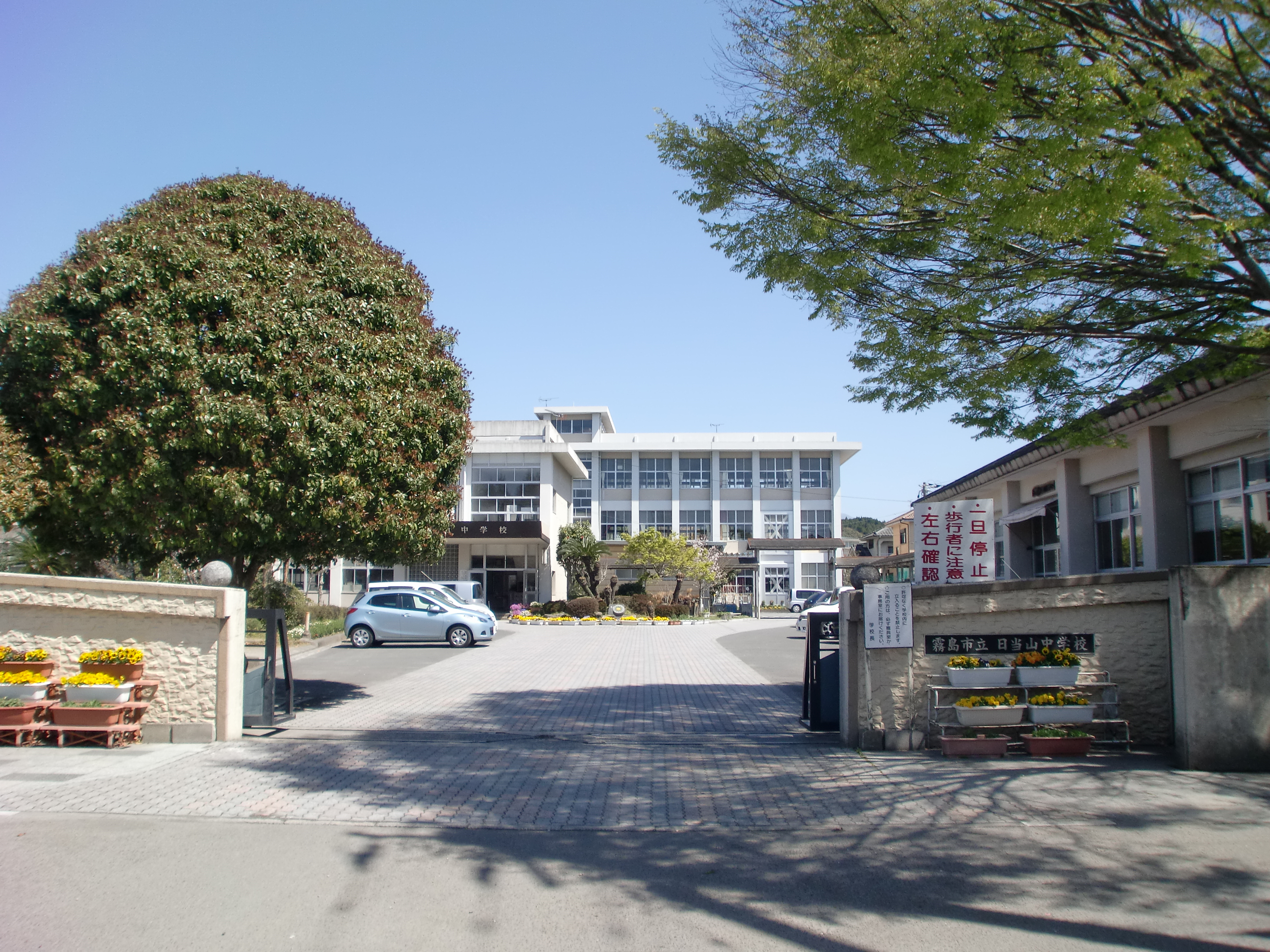
霧島市立日当山中学校

霧島市立日当山中学校（きりしましりつ ひなたやまちゅうがっこう）は、鹿児島県霧島市隼人町東郷にある共学・市立中学校である。

## 校区
- 日当山小学校校区 全域
- 中福良小学校校区 全域

## 概要
- 市町村合併で霧島市が誕生する以前は、隼人町立日当山中学校であった。

## 沿革
| 年   | 年   | 年   | 事柄                                                                       |
| 西暦 | 和暦 | 和暦 | 事柄                                                                       |
| 西暦 | 元号 | ~    | 事柄                                                                       |
| ---- | ---- | ---- | -------------------------------------------------------------------------- |
| 1947 | 昭和 | 22   | 日当山村立日当山中学校として創立。松永・中福良分校を併設。                 |
| 1950 | 昭和 | 25   | 松永分校を本校へ統合。                                                     |
| 1957 | 昭和 | 32   | 町名変更により隼人町立日当山中学校と改称。                                 |
| 1967 | 昭和 | 42   | 隼人町立中福良中学校（旧 中福良分校）と統合合併。                          |
| 2005 | 平成 | 17   | 隼人町などが新設合併し霧島市となったのに伴い、霧島市立日当山中学校に改称。 |
| 2017 | 平成 | 29   | 生徒校舎改築工事施行・プレハブ校舎建設                                     |

## 生徒・教職員数
|        | 人数  | 備考                   | 備考 |
|        | 人数  | 人数                   |      |
| ------ | ----- | ---------------------- | ---- |
| 1年    | 126名 |                        |      |
| 2年    | 127名 | うち、特別支援学級生徒 | 2名  |
| 3年    | 103名 |                        |      |
| 合計   | 356名 | うち、特別支援学級生徒 | 2名  |
| 教職員 | 34名  |                        |      |

## 近隣学校

### 小学校
- 霧島市立日当山小学校
- 霧島市立中福良小学校
- 霧島市立青葉小学校
- 霧島市立宮内小学校
- 霧島市立富隈小学校
- 霧島市立天降川小学校

### 中学校
- 霧島市立隼人中学校
- 霧島市立舞鶴中学校
- 霧島市立国分南中学校

### 私立中学校
- 都築教育学園 鹿児島第一中学校